# ナショナル・インタレスト
ナショナル・インタレスト（英：The National Interest）は、アメリカ合衆国で発行されている雑誌。

## 概要
アメリカ合衆国のワシントンD.C.に拠点を置く センター・フォー・ザ・ナショナル・インタレスト（旧ニクソンセンター）から発行されている隔月刊の外交専門誌。本誌は名誉会長にヘンリー・キッシンジャーを据える。発行部数は1万部。現実主義的な立場に立った論調で知られ、国際的な社会・文化・経済・歴史の差異に注意を払った編集方針を採る。競合誌『フォーリン・アフェアーズ』に対しては、その内容が外交政策の技術的側面に偏っているとして、しばしば批判的である。英称"The National Interest"は、直訳すると「国益」。
ナショナル･インタレストの記事は、アメリカ国内・国外を問わず多くのメディアに引用掲載されている。主なものに、ニューヨーク・タイムズ（米）、フィナンシャル・タイムズ（英）、オーストラリアン（豪）、新東亜（韓）、インターナショナル・ヘラルド・トリビューン（アメリカ資本、本部はパリ）がある。
1989年にはフランシス・フクヤマの論文「歴史の終わり」を掲載し、論争を呼んだ。

## 沿革
- 1985年　アーヴィング・クリストルによって創刊
- 1989年　フランシス・フクヤマの「歴史の終わり」を掲載
- 2001年　ナショナル・アフェアーズ社からニクソン・センターに発行元交代